# Wikifunctions
Wikifunctions est un projet de la Fondation Wikimedia qui vise à créer une bibliothèque collaborative de fonctions informatiques. Au sein du Mouvement Wikimédia et avant la fin d'un concours de renommage clôturé le 22 décembre 2020, Wikifunctions s'intitulait Wikilambda.
Ce projet est fortement lié à un autre projet baptisé Abstract Wikipedia et qui constitue une version multilingue de Wikipédia indépendante de tout language naturel, créé sur base des données structurées contenues au niveau du projet Wikidata,,,.
Présenté par le cofondateur de Wikidata Denny Vrandečić dans un document de recherche publié en avril 2020, Wikifunctions est officiellement présenté en mai 2020 sous son ancien nom de Wikilambda, avant d'être approuvé par le conseil d'administration de la Wikimedia Foundation en juillet de la même année,,.

## Annexe